# フロキシン
フロキシン (Phloxine) は、桃色に着色することのできる着色料。タール色素に分類される合成着色料である。通称赤色104号（あかいろひゃくよんごう）。常温では赤（暗赤色）の粒または粉末状の固体で、無臭である。分子式はC20H2Br4Cl4Na2O5、分子量829.64。酸化や還元に弱い。
主に工業製品の着色用途や食品添加物として使用される。旧厚生省は天然に存在しない添加物に分類している。食品用途には、でんぶやソーセージ、和菓子への使用が多い。